# Icom Incorporated
ICOM Inc. (アイコム株式会社?, Aikomu Kabushiki-gaisha) (Borsa di Tokyo: 6820 ) è un'azienda di radio riceventi e trasmittenti fondata nel 1954 da Tokuzo Inoue, con il nome originale di "Inoue". Produce apparecchi per radioamatori e professionali come aeronavigazione, marittimi, radio scanner.

## Protocolli

### IDAS
IDAS è l'implementazione Icom del protocollo NXDN per radio two-way (PLMR). NXDN è un Common Air Interface (CAI) technical standard per la comunicazione mobile. Sviluppato dalla Icom e Kenwood Corporation.

### D-STAR
ICOM ha sviluppato D-STAR open radio system basato sul protocollo digitale della Japan Amateur Radio League.

## Prodotti

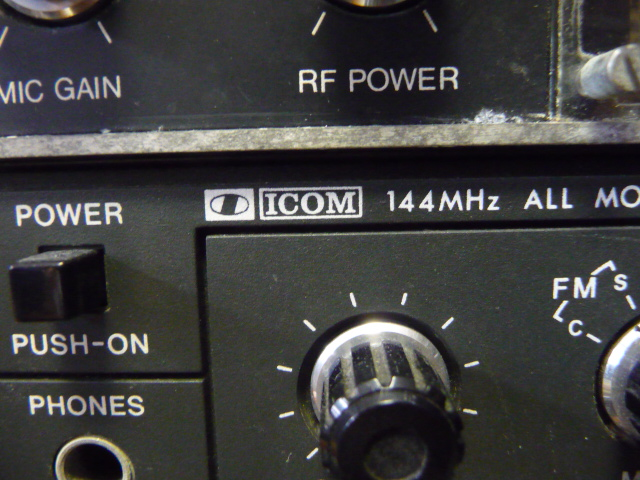
Marchio ICOM del 1980

ICOM produce two-way radio, Airband, radio per radioamatori e per FRS / GMRS.